# Uomo d'acciaio (film)
Uomo d'acciaio (Pumping Iron) è un film documentario del 1977 diretto da Robert Fiore e George Butler.
Il film, presentato fuori concorso al 30º Festival di Cannes, documenta la preparazione di alcuni tra i più grandi culturisti di tutti i tempi alla finale di Mister Olympia 1975, la più importante competizione mondiale nel settore.

## Trama
In questo documentario si racconta la storia dei 100 giorni di preparazione e allenamento dei membri dell'IFBB e la corsa al titolo di Mr Olympia, dalla palestra Gold's Gym di Venice Beach in California fino alla competizione a Pretoria, in Sudafrica.
Sono presenti campioni come Arnold Schwarzenegger, brillante protagonista e detentore del titolo, prossimo al ritiro e già ammiccante al mondo del cinema, e gli altri concorrenti del Mr Olympia di quell'anno, fra i quali l'amico di Arnold Franco Columbu, Lou Ferrigno, Mike Katz, Ed Corney e Serge Nubret.

## Produzione
Il film venne pensato inizialmente come uno sguardo al mondo del bodybuilding dal punto di vista di un nuovo arrivato allo sport; a tal fine, la produzione aveva assunto l'attore Bud Cort, particolarmente magro, con l'intenzione di seguire il suo sviluppo e i suoi progressi nel tempo. Cort si fermò alla Gold's Gym per un breve periodo, prendendo lezioni da Schwarzenegger, ma alla fine ritenne di essere la persona sbagliata per quel progetto; lui e i produttori si separarono amichevolmente, e la troupe iniziò a concentrarsi più intensamente sui culturisti stabilitisi alla Gold's e sui loro allenamenti.
Al fine di compensare la perdita dell'arco narrativo di Cort, Butler decise di capitalizzare le personalità contrastanti di Schwarzenegger e Ferrigno e il cast del film come la storia di un uomo eroico ma "sinistro" (Ferrigno) contro uno carismatico, potente e "cattivo" (Schwarzenegger).
Dopo Mr. Olympia, la produzione finì i soldi e rimase in sviluppo per quasi due anni. Nel tentativo di raccogliere fondi, Butler organizzò una mostra al Whitney Museum of American Art di New York: i bodybuilders sarebbero diventati delle sculture viventi, in posa su piattaforme rotanti, mentre i critici d'arte analizzavano l'estetica del fisico dei partecipanti, confrontati con la scultura greca. Per aumentare l'interesse mediatico, Butler invitò Candice Bergen come commentatore d'eccezione; Schwarzenegger accettò fra l'altro di apparire come modello assieme ai suoi colleghi, avendo ricevuto modesta attenzione per il Golden Globe vinto nel film Un autentico campione. L'evento si rivelò un grande successo generando più soldi di quanto Butler avesse previsto, il che gli permise di completare la produzione del film.

## Distribuzione
Al momento della sua uscita, Pumping Iron divenne subito un successo commerciale e di critica. La popolarità di Arnold crebbe molto di più rispetto a prima, grazie anche al fenomeno mediatico; Ferrigno venne lanciato poco tempo dopo nella serie TV L'Incredibile Hulk, ruolo che avrebbe continuato a interpretare nel tempo. Sebbene il bodybuilding fosse stato, prima dell'uscita, una subcultura considerata da molti come alla pari con il freak show del XX secolo, il film mostrò l'idea al mondo sotto un altro aspetto, al punto che l'interesse nella disciplina iniziò a diffondersi nella tradizionale cultura americana e la fece diventare una vera attività sportiva, seguita da milioni di persone. Negli anni successivi l'uscita del film, centinaia di palestre commerciali e centri di fitness cominciarono a comparire negli Stati Uniti in quanto le domande di iscrizione erano incrementate enormemente.
Il film venne distribuito negli Stati Uniti da Cinema 5 e uscì in CED, VHS, e poi ripubblicato in DVD nel 2003 per il 25º anniversario del debutto teatrale. Il film ha ispirato tre sequel: Pumping Iron II: The Women nel 1985, altro documentario incentrato sul mondo del bodybuilding femminile e Raw Iron, di David e Scott McVeigh, nel 2002, documentario sul making of di Pumping Iron e su come ha influenzato le vite di coloro che vi sono apparsi; l'ultimo è stato il lavoro di Vlad Yudin, Generation Iron, di cui è stato produttore esecutivo anche il produttore di Pumping Iron Jerome Gary.

## Critica
La pellicola ha ricevuto recensioni nettamente positive, come riportato dal sito Rotten Tomatoes dove sono contate 22 su 23 le recensioni positive contate per un 96% totale. Il sito ha riassunto il consenso della critica dicendo che "oltre ad offrire un primo sguardo illuminante nel mondo della futura star e politico Arnold Schwarzenegger, Pumping Iron fornisce una visione arguta e perspicace del bodybuilding competitivo".

## Riconoscimenti
- Kansas City Film Critics Circle Awards 1978: miglior documentario